# Уманцы
Уманцы (укр. Уманці) — село в Гороховской городской общине Луцкого района Волынской области Украины.
До 2020 года входило в Гороховский район.
Код КОАТУУ — 0720886403. Население по переписи 2001 года составляет 174 человека. Почтовый индекс — 45720. Телефонный код — 3379. Занимает площадь 10,06 км².